# Le Christ hébreu

Le Christ hébreu : la langue et l'âge des Évangiles est une œuvre du philosophe Claude Tresmontant publiée, en 1983, aux Éditions François-Xavier de Guibert. 
L'ouvrage, qui n'a pas un grand crédit scientifique auprès des historiens et exégètes, défend différentes thèses remettant en cause l'écriture originelle des évangiles canoniques en grec, ainsi que leur datation. 

## Contenu
Après une rétroversion des quatre Évangiles et en avoir comparé les différences et les ressemblances avec la langue hébraïque, il finit par conclure que les textes grecs sont en fait des traductions de « plusieurs recueils de notes écrites en hébreu » selon le guide de traduction hébraïco-grecque déjà utilisé pour la Bible des Septante. Le scandale fut qu'il remettait par là même en cause le consensus scientifique.
Le Christ hébreu est aussi une rupture avec la datation historique des évangiles canoniques. Celle-ci soutient que leur écriture date de 65 à 70 pour l'Évangile selon Marc, 70 à 90 pour l'Évangile selon Luc, 85 à 100 pour l'Évangile selon Matthieu, et 90 à 120 pour l'Évangile selon Jean. Or, pour Claude Tresmontant :
- Comment occulter des évangiles la destruction du Temple de Jérusalem en 70, si ce n'est parce qu'ils ont été écrits avant cette date ;
- La rapidité des conversions des gentils au christianisme ne peut s'expliquer que par la diffusion presque immédiate des évangiles après la mort de Jésus et le martyr d'Étienne.

Pour Claude Tresmontant, l'écriture de l'Évangile selon Matthieu est ainsi datée des environs de la mort du Christ, celle de l'évangile selon Jean des années 36, celle de l'évangile selon Luc entre 40 et 60, et celle de l'évangile selon Marc entre 50 et 60.

## Critiques et influence
Pour les uns, en dépit des indéniables qualités de traducteur de Claude Tresmontant, sa rétroversion ne prouverait justement que ces qualités. D'autres, au contraire, le considèrent, aux côtés de l'abbé Jean Carmignac, comme la grande figure de l'exégèse biblique de la fin du XXe siècle. D'autres enfin, comme l'abbé Philippe Rolland, se situent entre ces deux positions, partageant ses avancées mais sans pour autant hésiter à les approfondir voire à les rectifier. 
Plusieurs historiens spécialistes considèrent l'ouvrage comme sans intérêt historique. C'est le cas de Jacques Schlosser, qui le considère « sans intérêt et sans importance ». Le protestant Jean-Daniel Dubois écrit quant à lui : « Avec un mépris certain pour l'histoire littéraire des évangiles, pour l'histoire de la tradition orale, pour l'histoire littéraire des deux premiers siècles de notre ère, cet ouvrage déçoit par une facilité que la candeur n'excuse pas. ».
Le prêtre, exégète et théologien français Pierre Grelot a rédigé un ouvrage en réponse à celui de Claude Tresmontant, intitulé Évangiles et tradition apostolique. Réflexions sur un certain "Christ hébreu", publié en 1984. L'auteur, qui considère Le Christ hébreu « non avenu car effectivement nul », y élabore une critique incisive des thèses de Tresmontant, analysées comme relevant de la pseudo-science.
Cet ouvrage fut préfacé par Jean-Charles Thomas, alors évêque de Corse qui lui accorda l'imprimatur.
Les théories de Claude Tresmontant ont été suivies par sa collaboratrice, la philosophe et historienne du Moyen Âge Jacqueline Genot-Bismuth.